# فيلهلم سوتشون
فيلهلم أنطون سوتشون (بالألمانية: Wilhelm Anton Souchon)؛ (2 يونيو 1864 - 13 يناير 1946) كان أدميرالًا ألمانيًا في الحرب العالمية الأولى. كان سوتشون أدميرال لسرب البحر الأبيض المتوسط للبحرية الإمبراطورية الألمانية في الأيام الأولى من الحرب. لعبت مبادراته دورًا رئيسيًا في جر الدولة العثمانية إلي الحرب العالمية الأولى.

## السيرة الشخصية
ولد فيلهلم أنطون سوتشون في 2 يونيو 1864 في ألمانيا لعائلة من أصل هوغونوتي في لايبزيج.
في يوليو 1914، إندلعت الحرب بين الإمبراطورية النمساوية المجرية ومملكة صربيا. خشي الأميرال سوتشون من أن تُحاصر سُفنه في البحر الأدرياتيكي في حالة إنضمام دول أخرى إلى الصراع. لهذا السبب، أخذ سوتشون سَفينته، طراد المعركة جويبين، والطراد الخفيف بريسلاو، إلى غرب البحر الأبيض المتوسط. عندما بدأت الحرب العالمية الأولى في 4 أغسطس 1914، قام بقصف الموانئ الفرنسية-الجزائرية عنابة وسكيكدةثم إتجه إلي صقلية لإعادة التموين ثم إلي القُسطنطينية بعد أن نجح في التملص من المحاولات البريطانية لمحاصرته (أُنظر مطاردة جويبين وبريسلاو) وفي 10 أغسطس 1914، وصل سربه الصغير إلى الدردنيل.

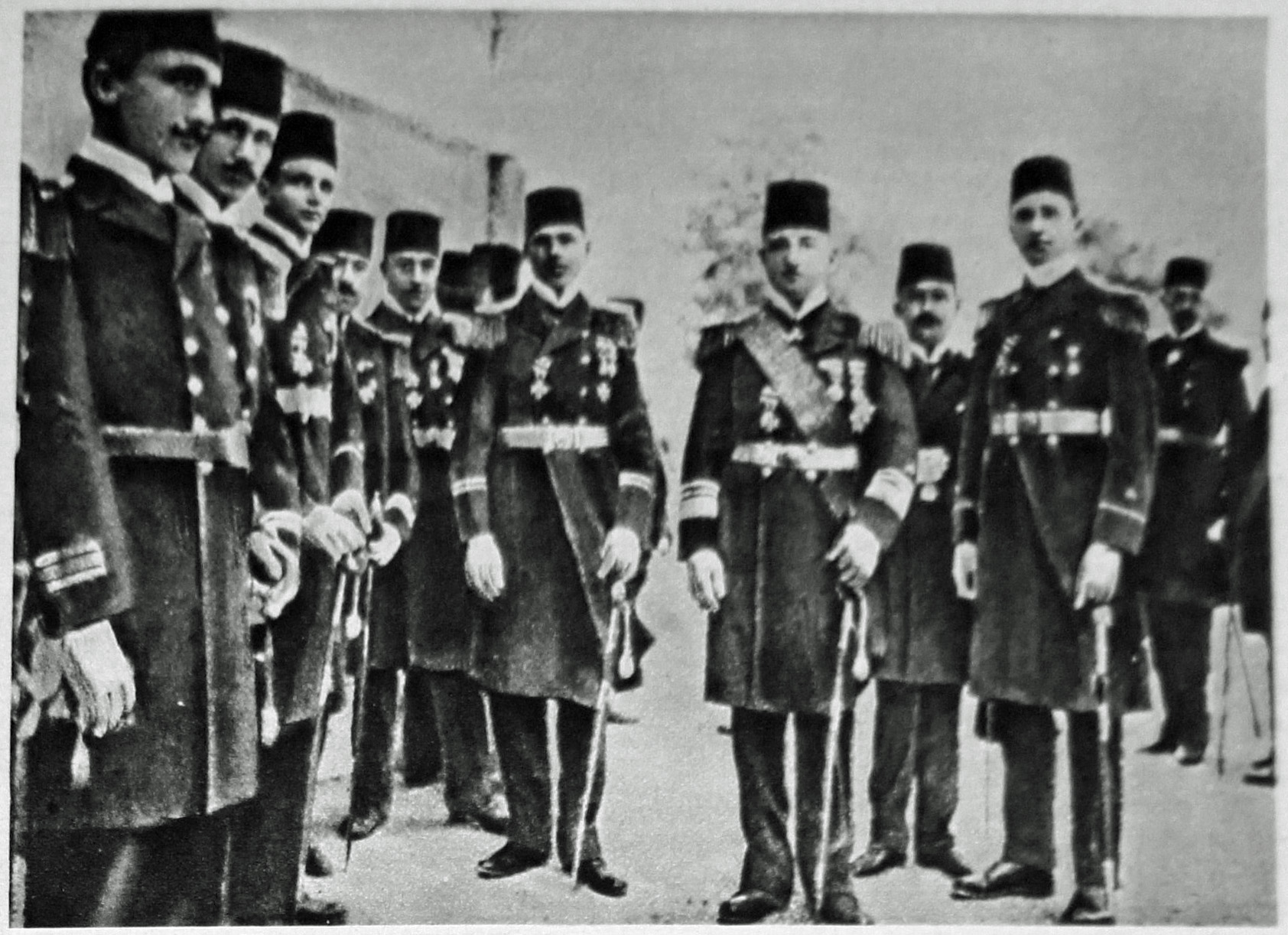
الأميرال سوشون و ضباطه بالزي العُثماني بعد إستحواذ الحكومة العُثمانية علي البارجتين

بعد يومين من المفاوضات، سُمح له بأخذ سفنه إلى إسطنبول حيث تم نقلها بعد ذلك رسميًا إلى البحرية العثمانية. عُيِّن سوتشون قائداً أعلى للقوات البحرية العثمانية وشغل هذا المنصب حتى سبتمبر 1917. كان لهذه البادرة من ألمانيا تأثير إيجابي كبير على المواطنيين الُعثمانيين. عند إندلاع الحرب، تسبب ونستون تشرشل في غضب عارم في الحكومة والشعب الُعثماني عندما «إستولى» دون تعويض على البارجتين الحربيتين العُثمانيتين شبه المكتملتين في أحواض بناء السفن البريطانية، السلطان عثمان الأول ورشادية، حيث تم تمويلهما بالاكتتاب العام. تم تكليف هذه السفن في البحرية الملكية باسم Agincourt و Erin ، على التوالي. في 15 أغسطس 1914، في أعقاب اندفاع سوشون الجريء إلى القسطنطينية، ألغت الدولة الُعثمانية إتفاقها البحري مع بريطانيا وبعثة البحرية الملكية تحت قيادة الأدميرال ليمبوس، وغادرت بحلول 15 سبتمبر.
تم تحصين الدردنيل بمساعدة ألمانية و تم تأمين مضيق البوسفور من خلال وجود غويبين (الآن يافوز سلطان سليم). في 27 سبتمبر 1914، بعد إعتراض السفن البريطانية لسفينة عُثمانية، تم إغلاق المضائق رسميًا أمام جميع السفن الدولية.
في 29 أكتوبر 1914، شن أسطول سوشون غارة البحر الأسود، وهي هجوم بحري أدخل الإمبراطورية العثمانية في الحرب العالمية الأولى. وزرعت سفنه عدة حقول ألغام بحرية وقصفت موانئ البحر الأسود الروسية في سيفاستوبول وأوديسا وموانئ أخرى، ودمرت كاسحة ألغام الروسية، برو ، في هذه العملية. ردت الوحدات البحرية البريطانية بسرعة على السفن التجارية العثمانية قِبالة إزمير. في 2 نوفمبر 1914، أعلنت روسيا الحرب على الإمبراطورية العثمانية. في 5 نوفمبر، حذت بريطانيا حذوها وفي 12 نوفمبر 1914، أعلنت الحكومة العثمانية الحرب رسميًا على الوفاق الثلاثي.
على مدى السنوات الثلاث التالية، حاول سوشون إصلاح البحرية العثمانية أثناء قيامه بعدد من الغارات على السفن البحرية والموانئ والمنشآت الساحلية الروسية في البحر الأسود. تمت ترقيته إلى نائب أميرال، وحصل على وسام بور لو ميريت، أعلى رتبة عسكرية في ألمانيا، في 29 أكتوبر 1916.
في سبتمبر 1917، عاد سوشون إلى ألمانيا. هناك إستلم قيادة سرب البارجة الرابع لأسطول أعالي البحار أثناء عملية ألبيون. بحلول نهاية الحرب، كان ضابطًا في قاعدة البحرية الإمبراطورية في كيل.
عند اندلاع تمرد كيل في 3 نوفمبر 1918، طلب سوتشون قوات خارجية، لكنه أبطل طلبه للمساعدة العسكرية عندما إدعى طاقمه أن الوضع تحت السيطرة. تم نقل سوتشون إلي كيل قبل أيام قليلة في 30 أكتوبر 1918، وبالتالي كان عليه الاعتماد بشكل كبير على موظفيه. في 4 نوفمبر، كان لا بد من تجديد الطلب. تم إحضار ست سرايا مشاة إجمالاً إلى كيل. بقيت بعض الوحدات في حي المدينة Wik ، وفي مركز البحرية. ومع ذلك، ظهرت علامات التفكك على هذه القوات وانضم بعضها إلى الثوار. كان على سوتشون أن يتفاوض ويأمر بسحب الوحدات. وفي سياق الأحداث، استقال سوشون من منصبه كحاكم وحل محله السياسي المدني الديمقراطي الاجتماعي غوستاف نوسكي.
توفي الأميرال سوشون في بريمن في 13 يناير 1946.

## الميراث
كان ابن شقيق سوشون، هيرمان سوشون (1894-1982)، قاتل روزا لوكسمبورغ.